# Clusia epiphytica
Clusia epiphytica là một loài thực vật có hoa trong họ Bứa. Loài này được (Cuatrec.) Pipoly mô tả khoa học đầu tiên năm 1998.